# 站前街道 (吉林市)
站前街道，是中华人民共和国吉林省吉林市昌邑区下辖的一个街道办事处。

## 行政区划
站前街道下辖以下地区：
新华社区、桃北社区和东市社区。